# Тааль (вулкан)
Таа́ль (таг. Taal) — действующий вулкан на Филиппинах, популярный туристический объект в стране. Расположен на острове Лусон в 50 км южнее столицы Филиппин, Манилы. Кальдера Тааль размером 15×20 км заполнена озером Тааль площадью 267 км². Высота озера — всего 3 м над уровнем моря, максимальная глубина — 198 м в южной части. Конус вулкана высотой 311 м расположен на острове диаметром около 5 км в северо-западной части озера Тааль. Остров состоит из слившихся небольших стратовулканов, туфовых колец и шлаковых конусов. В вершинном кратере — другое озеро. Тааль — один из самых активных вулканов Филиппин, извержения которого были одними из самых мощных в истории. Мощные пирокластические потоки и выбросы от извержений в историческое время привели к гибели многих людей. Извержения регистрируются с 1572 года. Согласно «неисправленной» радиоуглеродной датировке подтверждено извержение около 3580 года до н. э. Все вулканы Филиппин являются частью Тихоокеанского вулканического огненного кольца.
Ранние извержения вулкана, случившиеся между 140 000 и 5380 годами до настоящего времени, и обрушение старого конуса вулкана сформировали кальдеру, а её затопление — озеро Тааль. В результате последующей вулканической активности посреди озера образовался небольшой каменный остров. В результате извержения 2020 года озеро Тааль испарилось, но к марту 2020 года образовалось снова из-за продолжительных дождей.
30 января 1911 года произошло самое сильное в XX веке извержение вулкана Тааль — погибли 1335 человек. Туча пепла была видна с расстояния 400 км. Это было извержение «пелейского» типа, когда извержение происходит не только из вершинного кратера, но и ещё из кратеров на склонах горы. Вулкан выбрасывал не лаву, а массы белого раскалённого пепла и перегретого пара.
В результате извержения 1965 года погибло около 200 человек. Последнее извержение состоялось в марте 2022 года, предпоследнее - в 2020 году.
Из-за истории извержений и близости к населенным пунктам вулкан был отнесен к категории декадных вулканов, заслуживающих тщательного изучения с целью предотвращения возможных катастроф.
12 января 2020 года вулкан выпустил столб пепла высотой 1 километр, что могло означать пробуждение вулкана. Временно приостановлена работа международного аэропорта Манилы. 13 января 2020 года в 3:20 утра по местному времени произошёл выброс лавы, 80 тысяч жителей, находящиеся в опасной зоне (в радиусе 14 километров), были эвакуированы.

## Название
В 1821 году вулкан Тааль также называли Бомбу (Bombou).

## География
Смотри также: Taal Volcano Main Crater Lake Vulcan Point
Вулкан Тааль и одноимённое озеро находятся в провинции Батангас. Северная часть вулканического острова находится в юрисдикции города Talisay, а южная — в юрисдикции муниципалитета San_Nicolas. Другие поселения, окружающие озеро Тааль, включают в себя города Tanauan и Lipa, и муниципалитеты Talisay, Laurel, Agoncillo, Santa_Teresita, San Nicolas, Alitagtag, Cuenca, Balete и Mataasnakahoy.
Постоянные поселения на острове не рекомендованы Филиппинским Институтом Вулканологии и Сейсмологии, Вулканический остров объявлен местом высокого риска и зоной перманентной опасности (PDZ ). Несмотря на предупреждение, люди продолжают жить на острове, рискуя жизнями ради возможности заработка рыболовством и земледелием на плодородной вулканической земле.

## Геологическая история
Вулкан Тааль является частью цепи вулканов, расположенной вдоль западного берега острова Лусон и сформированной зоной субдукции Евразийской плиты под Philippine Mobile Belt. Озеро Тааль находится внутри 25—30 км (16—19 миль) кальдеры, сформированной взрывными извержениями между 140,000 и 5,380 до настоящего времени. Эти извержения оставили после себя значительные отложения Игнимбрита, в настоящее время простирающиеся до Манилы.
После образования кальдеры последовательные извержения сформировали внутри неё вулканический остров, известный как Вулканический остров. Этот 5 километровый (3.1 мили) остров занимает площадь около 23 км² (8.9 миль²), в центре расположен Главный кратер с озером, образовавшимся после извержения 1911 года. Остров состоит из наложенных друг на друга конусов и кратеров, 47 из них были описаны. 26 конусов являются Tuff cones, пять — шлаковыми конусами, также есть 4 маара.

## История извержений
Известно 42 зарегистрированных извержения Тааля, случившихся в периоде с 1572 по 1977 год. Первое зарегистрированное извержение произошло в 1572 году — в этом году монахи Августинского ордена основали на берегу озера город Тааль (теперь он называется San Nicolas). В 1591 году случилось более слабое извержение с выбросом больших объёмов дыма из кратера. С 1605 по 1611 год вулкан демонстрировал такую высокую активность, что святой отец Tomas de Abreu установил на краю кратера огромный крест, сделанный из древесины артокарпуса.
Между 1707 и 1731 годами центр вулканической активности переместился от Главного кратера к другим частям Вулканического острова. Извержения 1707 и 1715 годов произошли в кратере Binintiang Malaki (Большая Нога) (шлаковый конус, который можно увидеть с Tagaytay Ridge) и сопровождались молниями и громом. Более слабые извержения происходили в  кратере Binintiang Munti в самой западной оконечности острова в 1709 и 1729 годах. 24 сентября 1716 года произошло крупное извержение, разрушившее взрывом всю юго-восточную часть кратера Calauit, расположенного напротив горы Mount Macolod. Святой отец Manuel de Arce писал, что извержение 1716 года “убило всю рыбу… она была будто сварена, потому что вода в озере нагрелась до температуры воды в кипящем котле”. Извержение 1731 года на Pira-Piraso на восточном конце сформировало новый остров.

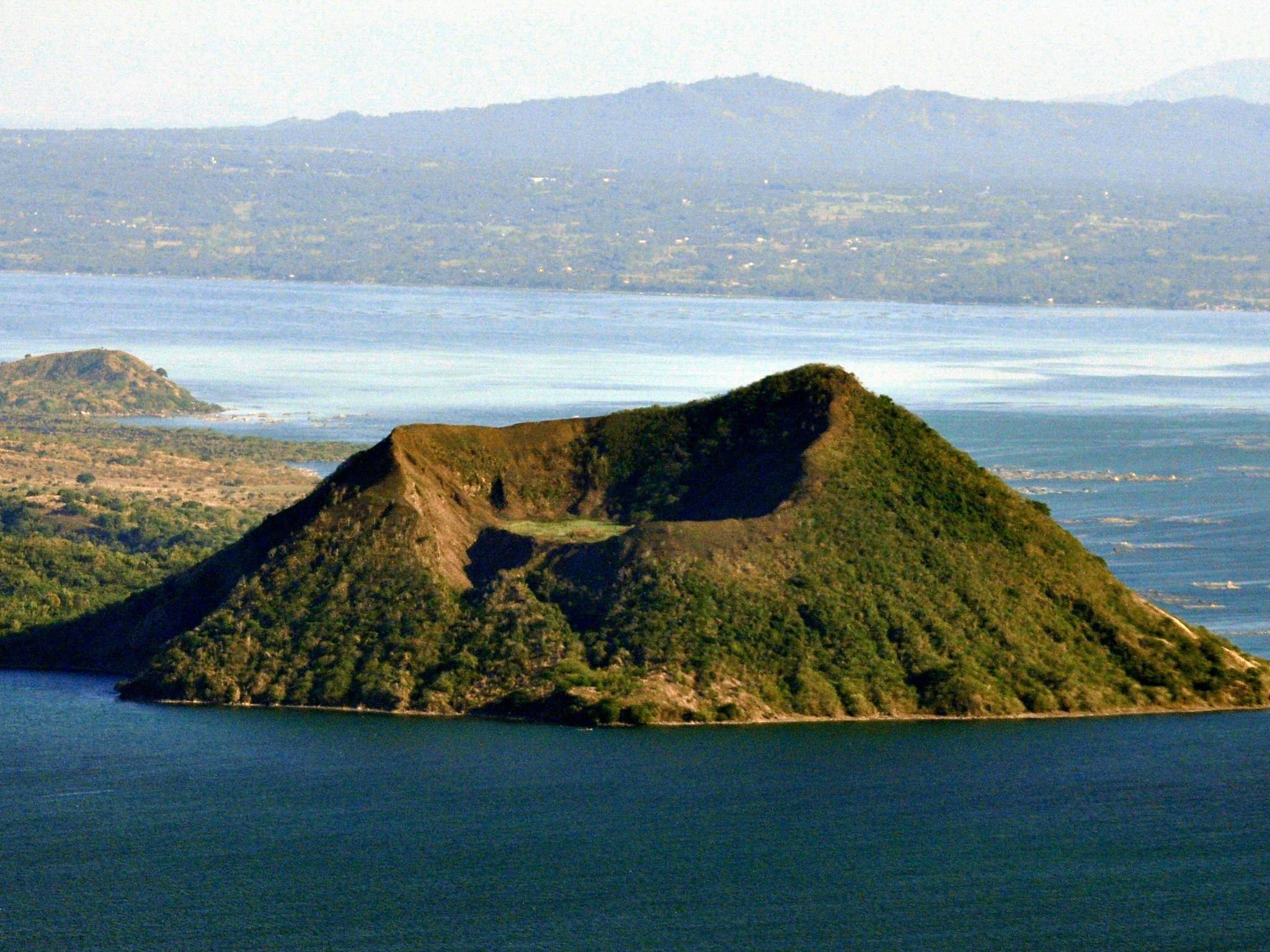
Спящий кратер Binintiang Malaki (Большая Нога) был центром извержений 1707 и 1715 годов.

Вулканическая активность вернулась в Главный кратер 11 августа 1749 года, это извержение запомнилось как очень разрушительное (VEI=4), серия извержений продолжалась до 1753 года. Затем случилось великое 200-дневное извержение 1754 года, сильнейшее из описанных извержений Тааля, продолжавшееся с 15 мая по 12 декабря. Это событие послужило причиной перемещения городов Tanauan, Taal, Lipa и Sala. Река Pansipit River оказалась заблокирована, что вызвало поднятие уровня воды в озере. Святой отец Bencuchillo писал, что от города Тааль “не осталось ничего, за исключение стен церкви и монастыря… все погребено под слоем камня, грязи и пепла”.
Тааль оставался спокойным на протяжении 54 лет, не считая слабого извержения 1790 года.  Пока в марте 1808 года не произошло следующее крупное извержение. Хотя оно и не было таким мощным, как извержение 1754 года, все ближайшие окрестности были покрыты слоем пепла толщиной в 84 см (33 дюйма). Согласно хроникерам того времени, это событие сильно изменило вид внутренней поверхности кратера. ”До извержения дно кратера было очень глубоким и казалось бездонным, хотя на самом дне можно было видеть жидкую, постоянно бурлящую массу. После извержения кратер расширился, озеро внутри уменьшилось на две трети и обнажившееся дно кратера стало достаточно высоким и сухим для того, чтобы по нему можно было ходить. Стены кратера стали ниже и возле центра кратерного дна образовался небольшой, постоянно курящийся холм. По его сторонам расположены углубления, одно из которых отличается большими размерами.”
19 июля 1874 года выброс газа и пепла послужил причиной гибели поголовья скота на острове. Выбросы вулкана, происходившие с 12 по 15 ноября 1878 года, покрыли слоем пепла весь остров. Следующее извержение 1904 года сформировало новое выходное отверстие на юго-восточной стене главного кратера. До 12 января 2020 года последним извержением из Главного кратера было извержение 1911 года, которое разрушило дно кратера, в результате чего образовалось существующее сейчас озеро. В 1965 мощный взрыв отрезал огромную часть острова, сместив вулканическую активность к новому центру извержений — Mount Tabaro.

## XX век

### Извержение 1911 года

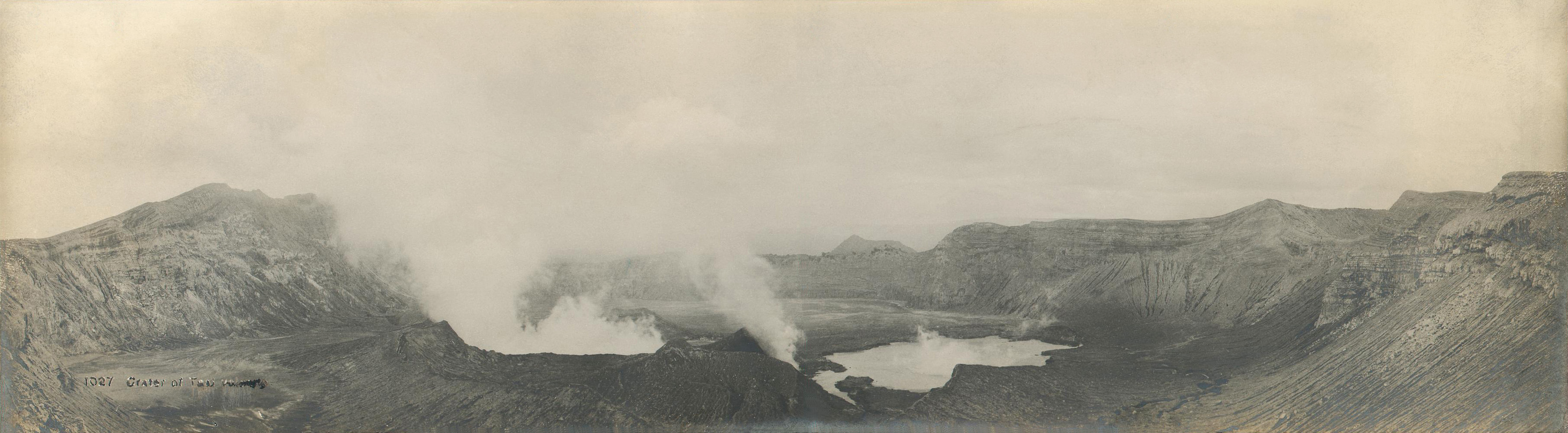
Вид кратера вулкана Тааль до извержения 1911 года, с центральным конусом и одним из озёр на дне кратера.

Одно из самых разрушительных извержений Тааля произошло в январе 1911 года. Ночью 27 января сейсмографы в обсерватории Манилы начали регистрировать частые толчки, которые вначале не вызвали опасений, но их интенсивность и частота продолжала быстро возрастать. Общее количество зарегистрированных толчков в этот день достигло 26. 28 января было зарегистрировано 217 заметных землетрясений, из которых 135 были достаточно слабыми, 10 были весьма сильными. Частые, усиливающиеся землетрясения вызвали тревогу в Маниле, но персонал обсерватории сообщил, что эпицентр землетрясений установлен, он находится в районе вулкана Тааль и населению Манилы не угрожает опасность, поскольку Тааль удален от неё примерно на 60 км (37 миль).
В первые часы 30 января 1911 года жители Манилы были разбужены тем, что они приняли за раскаты грома. Иллюзия поддерживалась вспышками молний, освещающими небо на юге. Но наблюдательные зрители вскоре смогли разглядеть правду. Огромное облако странной формы, похожее на клубы чёрного дыма, поднялось высоко в небо. Всполохи электрических разрядов распространяли сияние, которое жители Манилы приняли за грозовые молнии. Облако поднялось в воздух, распространилось, затем рассеялось — это событие ознаменовало кульминацию извержения около 2:30 часов утра.
На Вулканическом острове разрушение было полным. При распространении чёрное облако странной формы, вероятно, создало мощный нисходящий воздушный поток, который направил пары и газы вместе с дождем из горячей грязи и песка вниз по склонам кратера. Снявшие древесину со многих деревьев горячая грязь и песок нанесли огромный урон жизни и постройкам на острове. Практически вся растительность была наклонена вниз и в сторону от кратера, что доказывает факт наличия мощной нисходящей взрывной волны, исходившей от кратера. Только небольшая часть растительности была выжжена или задета огнем. Через шесть часов после извержения вулканический пепел можно было видеть на мебели и других поверхностях в домах жителей Манилы. Общий объём выброса твердого вещества составил 70—80 млн м³ (VEI=3.7). Пепел покрывал площадь, превышающую 2000 км² (770 миль²), при этом зона разрушения была меньше — около 230 км² (89 миль²). Звук от взрыва был слышен на расстоянии 1,000 километров (620 миль).